# ۴-دی‌متیل‌آمینوفنول
۴-دی‌متیل‌آمینوفنول (به انگلیسی: 4-Dimethylaminophenol) با فرمول شیمیایی C۸H۱۱NO یک ترکیب شیمیایی با شناسه پاب‌کم ۲۲۱۷۴ است. که جرم مولی آن ۱۳۷٫۱۷۹ g/mol می‌باشد. 